# 왈랑 항간 (2012년 드라마)
《왈랑 항간》(필리핀어: Walang Hanggan)는 2012년 방영된 필리핀의 드라마이다.

## 캐스트
- 코코 마틴 - 다니엘 기도티 몬테네그로
- 줄리아 몬테스 - 카테리나 알칸타라 몬테네그로/기도티
- 던 즈루에타 - 에밀리아 "에밀리" 카르데나스 기도티/몬테네그로
- 리처드 고메즈 - 마르코 크루즈 몬테네그로
- 파울로 아벨리노 - 나타니엘 "네이선" 몬테네그로